# 한국계 캐나다인
한국계 캐나다인(韓國系 - 人, 영어: Korean Canadian, 프랑스어: coréenne-canadienne)은 캐나다에 이민한 한국인과 그들의 자손을 지칭한다. 캐나다에 체류중인 영주권을 가진자와 시민권을 가진자를 포함하여 말하기도 한다.

## 역사

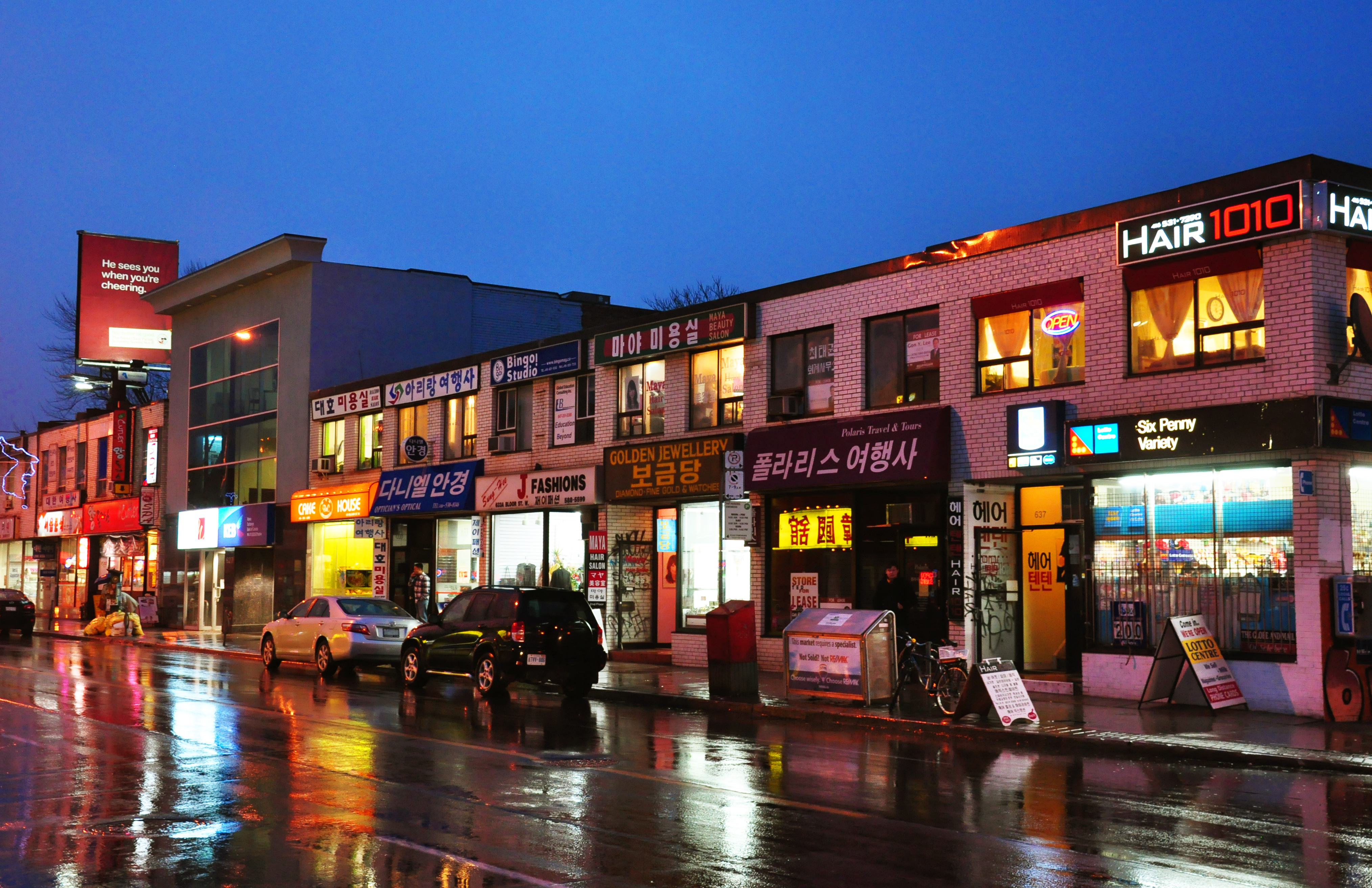
토론토의 코리아타운

### 초기 이민기: 1960 ~ 70년대 중반
한국인의 캐나다 이민은 1960년대 후반 박정희 정부의 산업화정책 일환으로 서독에 광원과 간호원으로 파견된 기술이민자들과 브라질과 같은 남미지역에 농업기술을 가지고 이민중에 있던 이들이 그들의 계약을 끝마치고 대한민국으로의 귀국을 미루고 캐나다행을 선택한 것으로부터 시작되었다. 그 이유는 한국인의 주 이민지인 미국보다 그 당시 캐나다의 비자가 더 쉽게 발급되었기 때문이다.유학후 취업을 목적으로한 이민은 소수였다.

### 이민 중단기: 1970년대 중반 ~ 1980년 중후반
1970년대 중반 이후 유신체제가 강화되고 이를 반대하는 교민사회의 팽창을 막기위하여 이민을 억제하였다.
이는 약 10년간 계속되었다.

### 1980년대 후반 이후
대한민국의 정치상황이 변함에 따라 캐나다로의 이민정책도 호전되었다.

### 1990년대 후반 이후 ~ 현재
외교통상부에 따르면 한국인의 캐나다이민은 1999년에 처음으로 미국으로의 이민을 제치고 이민자중 가장 많은 수를 차지하였다. 2015년 발표된 통계에 따르면, 한국은 2014년도 캐나다로 이민온 260,404명 중에서 약 2%인 4,463명을 차지하였다. 이는 이민자 출신국가 10위에 해당한다. 참고로 1위는 필리핀, 2위는 인도, 3위는 중국 순이었다.

## 인구 통계
| 주                       | 2016년 기준 한국계 캐나다인 | % 2016년 |
| ------------------------ | --------------------------- | -------- |
| 온타리오주               | 88,935                      | 0.7%     |
| 브리티시컬럼비아주       | 60,490                      | 1.3%     |
| 앨버타주                 | 21,275                      | 0.5%     |
| 서스캐처원주             | 1,880                       | 0.2%     |
| 퀘벡주                   | 8,055                       | 0.1%     |
| 매니토바주               | 4,375                       | 0.4%     |
| 뉴브런즈윅주             | 1,685                       | 0.2%     |
| 노바스코샤주             | 1,545                       | 0.2%     |
| 프린스에드워드아일랜드주 | 205                         | 0.1%     |
| 뉴펀들랜드 래브라도주    | 80                          | 0.0%     |
| 노스웨스트 준주          | 100                         | 0.2%     |
| 누나부트 준주            | 10                          | 0.0%     |
| 유콘 준주                | 75                          | 0.2%     |
| 캐나다                   | 188,710                     | 0.5%     |

## 같이 보기
- 한국인
- 한국계 일본인
- 한국계 중국인
- 한국계 미국인
- 재외동포